# Eduard Belleroche
Eduard Cornelis Belleroche (Kingston-upon-Hull, 1792 - Sint-Michiels, 13 augustus 1875) was arrondissementscommissaris in Oostende.

## Frederic Belleroche
Eduard Belleroche was een zoon van Henri Frederic Belleroche (1754 - voor 1849), lid van een oorspronkelijk Franse familie, naar Duitsland uitgeweken als hugenoten. Zo wilde het de traditie die geloofde dat de familie uit Montbéliard afkomstig was en na de revocatie in 1685 van het Edict van Nantes (1598) naar protestantse landen was gevlucht. Er was nochtans ook een andere mogelijkheid, namelijk dat de voorvaders opklommen tot Ange Corrare, heer van 'la Belle Roche' die in 1664 toneelspeler was in Rennes en later een eigen toneelgezelschap leidde in Kopenhagen. Of hij daar om geloofsredenen was terecht gekomen, was niet zeker. Een zoon of kleinzoon, Carl Carraro Belleroche was vioolspeler en kapelmeester aan het hof van Württemberg in Ludwigsburg.
Henri-Frederic vestigde zich in 1781 als handelaar in Oostende. Hij ging een associatie aan met andere recente bewoners, met wij hij tot in 1794 handel dreef. Hij trouwde in 1788 in Hull met Catharina Bine, dochter van een van zijn vennoten, en ze kregen negen kinderen. Na zijn dood schonk zijn weduwe de fondsen die de oprichting mogelijk maakten van het Hospice Belleroche in Oudenburg. In 1787 was hij een van de stichtende leden van de Oostendse 'Société littéraire'. Bij de eerste inval van Franse troepen, einde 1792, werd hij in december verkozen tot voorlopige vertegenwoordiger van het volk. 
Kort daarop vluchtte hij naar Hull en pas in 1796 was hij met zijn gezin weer in Oostende. De Franse Republiek richtte in 1798 in Oostende een Handelsrechtbank op, waarvan Belleroche, voorzitter van de Kamer van Koophandel, onmiddellijk tot voorzitter werd verkozen. In 1813 nam hij ontslag en werd opgevolgd door François de Bal. Een van zijn dochters, Eulalie Belleroche, trouwde in 1822 met Henri Schumacher (1790-1856), die in 1849 een van de directeurs-bestuurders werd van de door Willem I gestichte Société Générale.

## Eduard Belleroche
Geboren in Hull, toen zijn ouders Oostende ontvlucht waren, keerde hij in 1796 met hen naar deze stad terug. Net zoals zijn broer François werd hij ingelijfd in het Franse leger tegen het einde van het keizerrijk. Hij trouwde met Eulalie Wieland (1803-1871), dochter van de Oostendse notabele van Zwitserse afkomst Auguste Wieland. Zoals zijn vader dreef hij handel, in de eerste plaats met Engeland. Net zoals Wieland waren zowel Henri-Frederic als Eduard Belleroche protestant. Eduard bekeerde zich later tot het katholicisme.
In 1830 werd hij arrondissementscommissaris voor Oostende, benoemd door het Voorlopig Bewind. Hij volgde hierin zijn schoonvader Wieland op, die aanhanger bleef van het orangisme. Rond 1840 kocht hij de tuin van het voormalig kapucijnenklooster en de ernaast gelegen brouwerij MacLagan. In 1844 bouwde hij op een uithoek van deze eigendom, aan de voet van de vuurtoren, een gebouw dat in gebruik werd genomen door de door hem gestichte Cercle du Phare. Het werd de ontmoetingsplaats voor de Oostendse 'society', tot het in 1872 werd vervangen door de nieuwgebouwde Kursaal. De rest van de grond werd verkocht aan de stad Oostende die er een vismijn bouwde. In 1846 was Belleroche de eerste om in Oostende een regatta met zeilboten te organiseren. In opvolging van zijn schoonvader werd hij ook voorzitter van de Oostendse Kamer van Koophandel.
Belleroche bleef dertig jaar het ambt van arrondissementscommissaris bekleden. Vanaf 1 oktober 1860 werd hij gepensioneerd met een jaarlijks pensioen dat hem door de stad Oostende werd toegekend. Hij kwam wonen in Steenbrugge, gemeente Sint-Michiels, bij Brugge.

## Eduard Belleroche junior
Eduard Belleroche (Oostende, 10 februari 1834 - Brussel, 6 oktober 1907) was een zoon van Eduard senior en van Eulalie Wieland. Hij volbracht studies in Antwerpen aan het Institut supérieur de Commerce. 
Vanaf 1861 woonde hij in Londen en was er correspondent voor het tijdschrift L'Economiste Belge. Hij trouwde er op 13 juli 1865 met Emma Temperley, een huwelijk dat kinderloos bleef. Na verschillende andere adressen, woonde hij in Lewisham waar hij een fabriek leidde van zeilen en touwen. In 1881 woonde hij weer in Londen. Hij liet zich vooral kennen als actief medewerker in caritatieve verenigingen, zoals de Belgian Benevolent Society in Londen, die hulp verleende aan hulpbehoevende Belgen in Engeland. Hij werd er in 1885 voor erkend door België, door de verlening van het ridderschap in de Leopoldsorde. Hij deed ook regelmatig schenkingen aan liefdadigheidswerken in Oostende.
In 1897 kwam hij in de Stassartstraat in Elsene wonen. In 1899 was hij medeoprichter van het Belgisch nationaal comité voor de strijd tegen de vrouwenhandel, na korte tijd samengesmolten met de Société de moralité publique, waarvan hij de zeer actieve secretaris-generaal werd. Hij werd ook voorzitter van de Brusselse Cercle Polyglotte.
Belleroche interesseerde zich voor de geschiedenis. Hij werd lid van de Société de l'histoire du protestantisme français en van de Huguenot Society in Londen. In 1897 werd hij lid van de Société royale d'archéologie in Brussel. Hij interesseerde zich ook voor de geschiedenis van Oostende en publiceerde de tekst van een conferentie die hij gaf over het zeventiende-eeuws Beleg van Oostende.
In 1898 was hij een van de vier leden van de Londense Huguenot Society die naar New York reisden om er de driehonderdste verjaardag van de 'Edit de Nantes' te herdenken. Belleroche gaf er een lezing onder de titel The successive events that finally led to the enactment of the Edict of Nantes.

## Publicaties door Belleroche junior
- The Siege of Ostend or the new Troy 1601-1604, onder de auspicieën van de Huguenot Society,  Londense vereniging waarvan Belleroche een van de stichters was, Londen, 1892.
- L'Edit de Nantes et les événements successifs qui en ont amené la promulgation, Luik, 1899.
- The Ravenstein Mansion. A short historical sketch presebnted to the members  of the English  section (Cercle Polyglotte) of Brussels, by its president E. Belleroche, Brussel, 1899.
- Condensed guide to the Brussels charities, edited by Edward Belleroche (...), Brussel, 1900.
- French terms and quotations : their use and abuse in England, with a few odds and ends, Brussel, 1901.